# Rio Sangue
O rio Sangue ou riacho do Sangue é um curso de água que banha o estado do Ceará, no Brasil.